# Beverley Cross
Alan Beverley Cross (* 13. April 1931 in London, Großbritannien; † 20. März 1998 ebenda) war ein britischer Librettist für Opern und Musicals sowie Drehbuchautor.

## Biografie
Beverley Cross war zwischen dem 23. August 1975 und seinem Tod am 20. März 1998 mit der Schauspielerin Maggie Smith verheiratet. Er war auch Stiefvater der beiden Filmschauspieler Toby Stephens und Chris Larkin, die aus erster Ehe Smiths mit Robert Stephens hervorgingen. Cross war für neun Drehbücher, vorrangig für Filme des Produzenten Charles H. Schneer, verantwortlich.
Cross starb im Alter von 67 Jahren an einer Reihe von Aneurysmen.

## Libretto-Autor
Cross schrieb hauptsächlich Libretti, vor allem für Opern von Richard Rodney Bennett, darunter für
- 1965: All the King's Men
- 1970: Victory
- 1970: The Rising of the Moon

Für seine Arbeit am Musical Half a Sixpence war er 1965 zweimal für den Tony Award nominiert; in den Kategorien Bester Autor (Musical) und bei der filmischen Umsetzung für die Kategorie Bester Musicalfilm.

## Drehbuchautor
- 1963: Jason und die Argonauten (Jason and the Argonauts)
- 1964: Raubzug der Wikinger (The Long Ships)
- 1965: Dschingis Khan (Genghis Khan)
- 1967: Half a Sixpence (Half a Sixpence)
- 1970: The Six Wives of Henry VIII (The Six Wives of Henry VIII)
- 1975: March on Boys
- 1975: Bill of Mortality
- 1977: Sindbad und das Auge des Tigers (Sinbad and the Eye of the Tiger)
- 1981: Kampf der Titanen (Clash of the Titans)